# Ruy Calcada Bastos
Ruy Calcada Bastos (Lourenço Marques, 1930 – Cascais, ottobre 1999) è stato un pittore e poeta portoghese.

## Biografia
Ruy Bastos nasce in Mozambico nel 1930 da genitori  portoghesi.
Studia arte privatamente nelle più grandi città Europee tra cui Portogallo, Spagna, Inghilterra, Francia e Italia. Negli anni '70 si trasferisce a Milano dove lavora facendo da spole anche a Parigi. Nel 1984 si trasferisce a Cascais, in Portogallo
Qui muore nell'Ottobre del 1999 mentre preparava una mostra con la collaborazione di una fondazione portoghese. Lascia una figlia, Cristina Infante da Camera, nata a Santarem

## Curiosità
Ruy Bastos (1930) è lo zio del meglio conosciuto Rui Calçada Bastos, nato nel 1971

## Opere Pubblicate
- La Storia del Bambino Gesù (Portogallo e Italia)
- Composizioni Ritmiche (Portogallo)
- Ritratto in Bianco e Nero (Danimarca)
- Toros (Spagna e Italia) (1972)
- Tauromachia (Italia)
- XXVI Divertimenti (Italia)

## Rappresentato presso le Gallerie
- Schneider, Carpine e Ottantotto (Roma)
- Patter (Milano)
- Nuovo Aminta (Siena)
- Zac (Parigi)
- Rauch (Montecarlo)
- Molton (Londra)
- Henning Larsen (Copenaghen)
- Bonino e Museo d'arte Moderna (Rio de Janeiro)
- Egan (New York)
- A. Dyas (Caracas)
- 101 (Johannesburg)
- S. Mamede (Lisbona)